# Horacio Manuel Santillán
Horacio Manuel Santillán (Bella Vista, Tucumán; 15 de junio de 1951 -  29 de mayo de 2022) fue un futbolista argentino que jugaba como mediocampista.

## Carrera

### Tucumán Central
Formado en las inferiores de Tucumán Central, Santillán debutó de muy joven y sorprendió al fútbol tucumano cuando conquistó la copa de honor de la federación tucumana, demostrando un nivel muy alto para su temprana edad.

### Atlético Tucumán
En 1971 llega a Atlético  Tucumán. En 1972 se corona campeón de la Liga Tucumana y clasifica al Nacional de 1973, en dicho certamen marcaría 6 goles en los primeros 6 partidos y empezaría a llamar la atención distintos clubes. En 1973 también ganaría la liga tucumana, por segunda oportunidad consecutiva. Finalmente, ese año, sería transferido a Vélez junto con Quinteros.

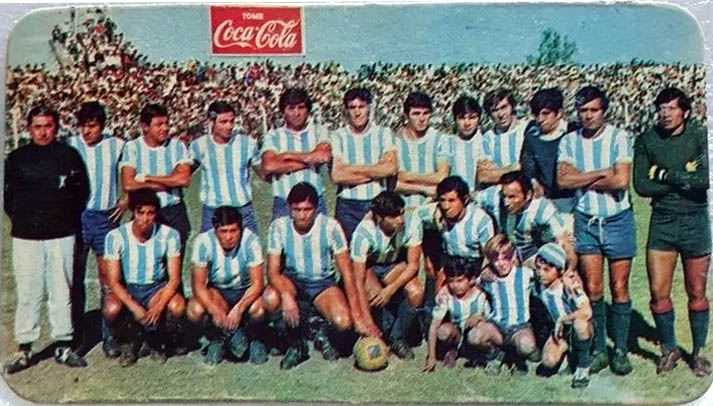
Equipo de Atlético Tucumán en 1971.

Santillán marcó 67 goles, con la camiseta de Atlético, en 93 partidos y 6 goles en 9 partidos del clásico tucumano.

### Vélez Sarsfield
En 1974 llega a Vélez y se adaptaría rápidamente, en el Nacional 1974 terminaría primero en su grupo y avanzaría a la fase final, dónde quedaría tercero. En 1977 terminaría tercero en el metropolitano, por detrás de River e Independiente en lo que sería su último año en el club
Santillán jugó 138 partidos en Vélez y marcó 32 goles.

### Banfield
En 1978 llega a Banfield pero ese año el taladro perdería la categoría. 

### Unión
En el año 1979 llegaría a Unión, en dónde formaría parte del equipo que fue subcampeón del Nacional 1979, cayendo en la final ante River. 
Este sería su último paso por el fútbol argentino, antes de partir al exterior.

### Deportivo Cuenca
En 1980 se muda a Ecuador para jugar en Deportivo Cuenca. Este fue su último club, ya que decidió ponerle fin a su carrera.

## Clubes
| Club             | País      |
| ---------------- | --------- |
| Tucumán Central  | Argentina |
| Atlético Tucumán | Argentina |
| Vélez            | Argentina |
| Banfield         | Argentina |
| Unión            | Argentina |
| Deportivo Cuenca | Ecuador   |

## Palmarés
| Título        | Equipo           | País      | Año  |
| ------------- | ---------------- | --------- | ---- |
| Liga Tucumana | Atlético Tucumán | Argentina | 1972 |
| Liga Tucumana | Atlético Tucumán | Argentina | 1973 |